# Rock Falls (Wisconsin)
Rock Falls – miasto w Stanach Zjednoczonych, w stanie Wisconsin, w hrabstwie Lincoln.